# Nathan Stubblefield
Nathan Beverly Stubblefield (22 de noviembre de 1860 - 28 de marzo de 1928), fue un inventor estadounidense conocido por su trabajo en telefonía inalámbrica. Aunque su dispositivo usaba inducción electromagnética y no ondas de radio propiamente dichas, posiblemente fue el primero en enlazar múltiples receptores simultáneamente.

## Biografía

### Primeros años y la vida familiar
Stubblefield fue el segundo de los siete hijos de William "Capitán Billy" Jefferson Stubblefield (1830-1874), veterano del ejército confederado y abogado; y de Victoria Bowman (1837-1869), que murió de escarlatina. Creció en Murray (Kentucky), y su educación inicialmente regida por un tutor, continuó en un internado de Farmington llamado "Instituto para hombres y mujeres". Su educación formal terminó en 1874, a la edad de 14 años, con la muerte de su padre, lo que le dejó huérfano y al cuidado de su madrastra. Sin embargo, continuó desarrollando sus conocimientos técnicos por su cuenta, leyendo publicaciones científicas contemporáneas como Scientific American y Electrical World.
En 1881 se casó con Ada Mae Buchannan y tuvieron nueve hijos, dos de los cuales murieron en la infancia. Seis de los siete hijos de Nathan no tuvieron descendencia. El séptimo hijo, Oliver (RayJack), se casó con Priscilla Alden, quien tuvo tres hijos, dos hijas y el único nieto de Nathan, Keith Stubblefield, quien se convirtió en un personaje de televisión con el nombre de Troy Cory.
Inicialmente se mantuvo a sí mismo y a su familia cultivando una parcela de tierra familiar, posteriormente adquirida para formar parte del campus de la Murray State University. Desde 1907 hasta 1911 dirigió una escuela local llamada "The Nathan Stubblefield Industrial School" o "Teléph-on-delgreen Industrial School".

## Inventos
Se denominaba a sí mismo como "agricultor práctico, productor de frutas y electricista". A pesar de sus finanzas muy limitadas, en su tiempo libre se dedicó a desarrollar distintas invenciones. Su primera patente, Patente USPTO n.º 329864, se emitió el 3 de noviembre de 1885. Se trataba de un sistema para encender lámparas de aceite de carbón sin tener que retirar la campana de vidrio.
Recibió una amplia atención a principios de 1902, cuando realizó una serie de demostraciones públicas de un teléfono inalámbrico que funcionaba con una batería, que podía ser transportado a diferentes lugares y utilizado en plataformas móviles como barcos. Si bien este diseño inicial empleó la conducción de señales eléctricas, en 1908 obtuvo una patente de Estados Unidos para un sistema de teléfono inalámbrico que usaba inducción electromagnética, aunque finalmente no logró comercializar su invención.
Existe un desacuerdo sobre si la tecnología de comunicaciones de Stubblefield podría clasificarse como radio, y si sus demostraciones de 1902 podrían considerarse las primeras "transmisiones de radio". No eran transmisiones de radio propiamente dichas, porque aunque usaban una forma de comunicación "sin alambres", empleaba la conducción eléctrica y la inducción, mientras que la definición estándar de radio conlleva la transmisión de radiación electromagnética. Sin embargo, Stubblefield pudo haber sido el primero en comunicar múltiples receptores simultáneamente, prediciendo el desarrollo final de la transmisión a escala nacional.

### Teléfono acústico
A finales de 1886, comenzó con la introducción de teléfonos acústicos, una forma temprana y algo limitada del teléfono, que, en lugar de utilizar electricidad, transportaba las vibraciones del sonido por un cable tenso. Aunque realizó la mayoría de las instalaciones alrededor de Murray, también hizo alguna en Mississippi y Oklahoma. El 21 de febrero de 1888, Stubblefield y su socio recibieron la Patente USPTO n.º 378183 por su diseño de "teléfono mecánico". Sin embargo, el establecimiento de una franquicia local de Bell Telephone, cuyos teléfonos eléctricos eran muy superiores a los ofrecidos por Stubblefield, terminó con la mayoría de las ventas de dispositivos acústicos en 1890.

### Batería a tierra
En 1898, se emitió a favor de Stubblefield la Patente USPTO n.º 600457 para una "batería eléctrica", que era una bobina electrolítica de cobre y un cable también de cobre aislado, que se sumergía en un líquido o se enterraba en el suelo. Afirmó sin fundamento que, combinado con el funcionamiento normal de la batería, también extraía energía adicional de la tierra. A pesar de ello, sirvió como fuente de energía y terminal de tierra para la telefonía inalámbrica.

### Telefonía inalámbrica
Tras el fracaso de su teléfono acústico, Stubblefield revisó las posibles alternativas que evitarían infringir las patentes de los teléfonos de Bell y comenzó a investigar las opciones inalámbricas. Debido a que nunca solicitó una patente para su trabajo inicial, los detalles técnicos de sus experimentos son en gran parte desconocidos.
Basándose en descripciones de aquella época, parece que utilizó un sistema de inducción similar al desarrollado por Amos Dolbear, detallado en la Patente USPTO n.º 378183 de 1886. La información sobre este período es muy limitada, pero en 1935 un antiguo vecino, Rainey T. Wells, informó que en 1892 Stubblefield le dio un receptor, e hizo que se alejara de la casa, después de lo cual se sorprendió al escuchar las palabras "Hola, Rainey", seguidas de una alocución.
Al parecer, más adelante pasó a usar corrientes eléctricas conducidas por la tierra en lugar de inducción. Tras una década de investigación y pruebas, había perfeccionado su invento hasta el punto de que estaba listo para su comercialización y comenzó una serie de demostraciones para dar a conocer su trabajo y atraer inversiones. En la víspera de la Navidad, el 24 de diciembre de 1901, transmitió con éxito a una distancia de unos 400 metros de su casa, donde "un grupo de niños se reunió allí y consiguió emitir hasta el receptor los mensajes de Santa Claus". Disponía de declaraciones juradas de residentes locales que certificaban el éxito de sus pruebas.
Una demostración mucho más ambiciosa se realizó el 1 de enero de 1902. Asistido por su hijo Bernard, de 14 años de edad, "cientos de personas" asistieron en Murray a una prueba donde "Utilizando un transmisor de su propia invención desde una estación situada en el juzgado, [Stubblefield] envió a sus amigos un saludo de Año Nuevo por telefonía inalámbrica hasta siete receptores ubicados en diferentes comercios y oficinas en la ciudad, recibiéndose el mensaje simultáneamente con perfecta facilidad. Música, canciones y conversaciones en voz baja podían percibirse con total claridad". Esto a su vez atrajo la atención del periódico St. Louis Post-Dispatch, que envió un reportero a la localidad de Murray para que revisara en persona el teléfono inalámbrico de Stubblefield. Apareció un relato detallado y positivo en el periódico, que citó a un Stubblefield optimista diciendo que: 

"Además de punto a punto, en comunicación privada, mi sistema es capaz de enviar mensajes simultáneos desde una estación central de distribución a través de un territorio muy amplio. Por ejemplo, cualquier persona que tuviera un receptor, formado por un auricular telefónico y un gong de señalización, podría recibir datos de una estación situada en Washington, o algo más cerca, si fuera necesario, para estar informado de las noticias meteorológicas. Mi dispositivo es capaz de enviar una señal de aviso, así como mensajes de voz. Finalmente, se podrá usar para la transmisión general de noticias de todo tipo."

Sin embargo, la recepción sin restricciones de señales era una limitación importante para la comunicación personal, aunque hizo esta exuberante declaración al respecto:

"Las posibilidades de la invención parecen ser prácticamente ilimitadas, y no será más que una cuestión de tiempo que la comunicación sin cables de larga distancia entre el campo y las grandes ciudades sea algo habitual. Sin embargo, todavía no he ideado ningún método por el cual pueda usarse con privacidad. Dondequiera que haya un receptor de señales, recibir un mensaje enviado por otro es ciertamente posible. Finalmente, yo mismo o cualquier otro, descubrirá un método de sintonización de los instrumentos transmisores y receptores para que cada uno responda solo a su compañero".

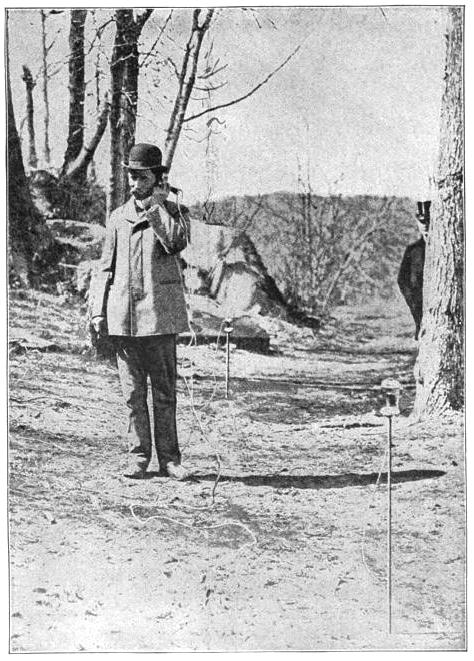
Nathan Stubblefield usando su transmisor conectado a tierra durante unas pruebas en Washington D. C. (marzo de 1902)

En este punto, Gerald Fennel viajó a Murray desde la ciudad de Nueva York para ofrecer a Stubblefield su participación en una empresa comercial. Mientras negociaba, se embarcó en su viaje promocional más publicitado. El 20 de marzo de 1902, demostró su sistema en Washington D. C., donde se realizaron transmisiones de voz y música a más de 500 metros de distancia desde el vapor 'Bartholdi', anclado en el río Potomac, hasta la orilla.
Publicaciones científicas de prestigio, incluyendo "Scientific American", publicaron el relato de esta prueba en particular, indicando que "la invención de Stubblefield sería instalada por la «Gordon Telephone Company de Charleston», para el establecimiento de comunicaciones telefónicas entre la ciudad de Charleston y las islas marítimas de Carolina del Sur". Por su parte, "Nature" señaló que: "El sistema utilizado es el de la conducción de señales eléctricas por tierra y, por lo tanto, es similar en principio a muchos otros sistemas de telefonía que se están probando en varios países, aunque sin duda difiere de ellos en varios detalles".
Tres neoyorquinos, llamados J. B. Green, W. B. Whelpley y Wm. T. Quinn, fundaron a principios de 1902 en el Territorio de Arizona la "Compañía de Teléfonos Inalámbricos de América". La empresa tenía una capitalización de 5.000.000 de dólares, con acciones con un valor nominal de un dólar cada una. Gerald Fennell ofreció a Stubblefield 500.000 acciones a cambio de los derechos de su tecnología de telefonía inalámbrica. En junio de 1902, un anuncio promocional de la empresa se hacía eco de las desmesuradas pretensiones de la compañía, proclamando que: "Con los grandes ahorros realizados en el costo y el mantenimiento por el sistema Stubblefield, no es descabellado pensar que las ganancias de la Bell Telephone serán fácilmente igualadas por las de esta empresa. Sus acciones a 25 centavos sitúan a los suscriptores sobre la misma base que los primeros inversores de Bell, cuyos beneficios han ascendido a más del 2000%". Este anuncio también decía que se establecerían sub-compañías regionales por todos los Estados Unidos.
Con los gastos de viaje financiados por Fennel, Stubblefield realizó demostraciones adicionales exitosas en Filadelfia del 30 de mayo al 7 de junio de 1902, transmitiendo a una distancia de alrededor de una milla (1600 metros). Las pruebas siguieron en la ciudad de Nueva York a partir del 11 de junio de 1902, aunque tuvieron menos éxito, debido a las dificultades encontradas, incluyendo el suelo rocoso en Battery Park, y la interferencia eléctrica de la distribución de energía de la corriente alterna local.
Stubblefield comenzó a desconfiar muy pronto de los promotores que estaban detrás de la "Compañía de Teléfonos Inalámbricos de América", y en una carta fechada el 19 de junio de 1902, renunció a su cargo como director después de expresar su preocupación de que la compañía estuviera siendo dirigida de manera fraudulenta. Dos meses después, la compañía anunció que había fusionado sus operaciones con la "Collins Wireless Telephone & Telegraph Company", una empresa que se había organizado para promover el trabajo de Archie Frederick Collins, que había estado investigando sobre sistemas de teléfonos inalámbricos conductivos e inductivos muy similares a los ideados por Stubblefield. Los fantasiosos anuncios de la compañía afirmaban por entonces que se habían planeado "Empresas filiales con licencia en cada estado de la Unión".
Stubblefield volvió a Murray, donde tuvo que enfrentarse a un escepticismo considerable. Un estudio de marzo de 1903 sobre su "batería de tierra" y su sistema de telefonía inalámbrica, afirmaba que:" ... la gente en esta zona del país todavía se pregunta si es simplemente un chiflado, o si será capaz algún día de salir de la oscuridad para sorprender a todo el mundo civilizado con un gran descubrimiento". Ese mismo año, se hizo público un aviso en el Murray Ledger en el que Stubblefield decía que la "Wireless Telephone Company of America" había dejado de existir, y que había recuperado los derechos de sus inventos. También hacía saber que continuaba con su investigación sobre el teléfono inalámbrico, dedicando para este fin los "más de dos mil dólares" que había recibido del promotor de la empresa.
Volvió una vez más a la investigación, considerando la inducción en lugar de la conducción para su sistema de teléfono inalámbrico. Este sistema utilizaba grandes bobinas circulares que no necesitaban conexiones a tierra. Documentó cuidadosamente sus progresos, incluyendo declaraciones juradas de 1903 en las que se afirmaba que había transmitido a 114 m. En 1904 alcanzó los 180 m. La longitud de cable total necesaria para las bobinas de los equipos de transmisión y recepción era mayor que la distancia entre el transmisor y el receptor, pero permitía que se comunicasen estando en movimiento. Bernard Stubblefield informó que "en 1907, utilizando una bobina de 18 m, la transmisión y la recepción abarcaban unos 400 metros muy bien".
Ante las dificultades que encontró para obtener una patente, Nathan Stubblefield se trasladó durante un tiempo a Washington D. C., para intentar acelerar el proceso. El 12 de mayo de 1908, se le concedió la Patente USPTO n.º 887357: «887,357» para su nueva versión de un teléfono inalámbrico. La patente declaraba que podía utilizarse para "Asegurar las comunicaciones telefónicas entre vehículos en movimiento y estaciones de paso". Un diagrama adjunto mostraba la telefonía inalámbrica desde una ubicación fija enlazando trenes, barcos y coches en movimiento.
A pesar de recibir una patente, de contar con cierto respaldo financiero de los residentes de Murray, y de haber afirmado que "si bien he enviado mensajes a distancias de menos de diez millas, confío en que con mi máquina se podrá hablar a través del Atlántico", Stubblefield no hizo ningún progreso en la comercialización de su último invento. Para entonces, se habían desarrollado transmisores de radio de onda continua basados en sistemas de arco y alternador, que eran capaces de comunicación telefónica inalámbrica a distancias que eclipsaban los cortos rangos que podían alcanzar los sistemas inalámbricos de inducción, además de poder sintonizar múltiples frecuencias de transmisión. La invención de los transmisores de radio de tubo de vacío a mediados de la década de 1910 haría posible, a principios de la década de 1920, la transmisión a nivel nacional que Stubblefield había previsto en 1902. Pero el propio Stubblefield no hizo ningún progreso más allá de su trabajo anterior.

## Últimos años
Posteriormente, Stubblefield vivió en un aislamiento autoimpuesto en Almo, Kentucky, y murió en el olvido alrededor del 28 de marzo de 1928. Su cuerpo, "roído por ratas", no fue descubierto hasta un par de días después. Aunque en años posteriores se ha afirmado que murió de inanición, en el momento de su muerte se citó a un médico forense que declaró que "aparentemente fue víctima de una enfermedad cardíaca". Yace en una tumba sin nombre en el cementerio de la familia Bowman en Murray, Kentucky.

## Legado
Aunque los inventos de Stubblefield no condujeron directamente al desarrollo de la tecnología de la radio, sus demostraciones públicas en 1902 y la extensa cobertura de la prensa pudieron haber ayudado a estimular el interés en las posibilidades de transmisión inalámbrica de voz y música, ya que la mayoría de los inventores anteriores simplemente habían buscado habilitar la comunicación punto a punto, para competir con empresas telefónicas y telegráficas.
Desde su muerte, varias personas y grupos en Murray, Kentucky, han promovido esta localidad como el lugar de nacimiento de la radio, y a Stubblefield como el padre de la radiodifusión. Loren J. Hortin, profesor de periodismo en la Universidad Murray State, organizó a sus estudiantes para investigar el trabajo de Stubblefield, lo que llevó a la dedicarle un monumento en el campus en 1930. Hortin adoptó una definición ampliada de "radio" para incluir las transmisiones inalámbricas que no empleaban la radiación electromagnética. Posteriormente sostuvo que: "La radio es un dispositivo que transmite y recibe voz a una distancia considerable sin conectar cables. Stubblefield inventó, fabricó y demostró dicho dispositivo y lo hizo antes que nadie en el planeta". Sin embargo, en realidad había habido transmisiones inalámbricas de audio anteriores, incluyendo, a partir de 1880, el fotófono inventado por Alexander Graham Bell y Charles Sumner Tainter, que empleaba haces de luz, y el "teléfono electrostático" de Amos Dolbear, del que se dijo en 1884 que "el instrumento puede telefonear, no solo sin cables, sino incluso sin un haz de luz".
En 1948, la primera estación de radio de Murray, Kentucky, comenzó sus operaciones de transmisión, y en honor a Nathan B. Stubblefield, los propietarios seleccionaron las letras WNBS para denominar la estación. En 1952, su familia instaló una lápida conmemorativa en su tumba, que lo acredita como el "Inventor de la telefonía inalámbrica o radio". El club de física de la Murray State University también recibe el nombre del inventor en su memoria.
En 1991, el Gobernador de Kentucky Wallace G. Wilkinson emitió un comunicado en el que declaró que Stubblefield "es el verdadero inventor de la radio" y proclamó 1992 como el "Año de Nathan Beverly Stubblefield" en Kentucky.

## Cronología
- 1892: Primera transmisión de voz, utilizando electrodos.
- 8 de mayo de 1898: "Batería eléctrica" patentada (bobina de transmisión de teléfono inalámbrico) (Patente USPTO n.º 600457).
- 1902: Primera transmisión de teléfono inalámbrico de barco a tierra, utilizando cables en contacto con el agua desde el vapor Bartholdi.
- 1908: Teléfono inalámbrico inductivo patentado, capaz de usarse en movimiento (Patente USPTO n.º 887357).

### Patentes
- Patente Patente USPTO n.º 329864 - "Dispositivo de iluminación" - 3 de noviembre de 1885.
- Patente Patente USPTO n.º 378183 - "Teléfono mecánico" - 21 de febrero de 1888.
- Patente Patente USPTO n.º 600457 - "Batería eléctrica" - 8 de marzo de 1898.
- Patente Patente USPTO n.º 887357 - "Teléfono inalámbrico" - 12 de mayo de 1908.
- Patente canadiense 114,737, "Teléfono inalámbrico" con fecha 20 de octubre de 1908

### Carrera
(Los enlaces que figuran a continuación se citan en el libro de Troy Cory-Stubblefield y Josie Cory)
- Yes90 tviNews s90 • LookRadio Main. / FEATURE: lookradio.com / Smart90, lookradio, nbs100, tvimagazine, WiFi-187, WiMax187, RF-300, WiMaxBunny, WiVATS, Patent887, vratv, ... at lookradio.com
- "Stubblefield Radio Trust". SMART90.com.
- "Did Nathan B. Stubblefield, really invent the wireless telephone?". The TeleKey Group.
- "Nathan Stubblefield" Archivado el 2 de diciembre de 2018 en Wayback Machine.. All About Wireless. 2001.

### Otros
- "Nathan Stubblefield Archivado el 27 de octubre de 2018 en Wayback Machine.". Find A Grave
- Virgin Media website commemorating Nathan Stubblefield's device as "world's first ever mobile telephone"
- Maupin, Judy (31 de marzo de 1979). «Stubblefield - Inventor And Man of Mystery». Western Kentucky History & Genealogy. Consultado el 28 de marzo de 2016.
- «Stubblefield, Nathan Beverly 1860-1928». WorldCat. Consultado el 28 de marzo de 2016.
- Cory, Josie. «Nathan B. Stubblefield: The Inventor and Patent Holder of the Wireless Telephone». Television International Magazine. Universal City, California. Consultado el 28 de marzo de 2016.

- Datos: Q1966654
- Multimedia: Nathan Stubblefield / Q1966654